# Symplesiomorfie
Een symplesiomorfie is in de fylogenie een bepaalde gedeelde eigenschap binnen een groep soorten die niet uniek is voor deze groep. De eigenschap is reeds ontstaan voor hun laatste gemeenschappelijke voorouder, waardoor zij dus niet uniek is voor de groep soorten. Zo'n eigenschap kan dus niet gebruikt worden als bewijs dat de leden van een groep nauwer aan elkaar verwant zijn dan aan een soort buiten de groep die het kenmerk ook bezit; daarvoor is het nodig een synapomorfie aan te tonen, een gedeeld nieuw kenmerk.